# Briest (Schwedt/Oder)
Briest ist ein Ortsteil der Stadt Schwedt/Oder im Landkreis Uckermark in Brandenburg.
Am 31. Dezember 2006 wurde Briest in die Gemeinde Welsebruch eingemeindet, die ab 2004 Passow hieß. Zusammen mit Passow kam Briest zum 19. April 2022 zur Stadt Schwedt/Oder.

## Geschichte
Der 1288 erstmals in einer Urkunde des Klosters Gramzow erwähnte Ort wurde als Angerdorf angelegt. Der Name ging aus dem slawischen brestu (= Ulme) hervor. Bis 1472 zu Pommern gehörend, wechselten die Besitzverhältnisse der Grenzlage wegen mehrmals zwischen pommerschen und brandenburgischen Fürsten. Die große Briester Feldsteinkirche entstand im 13. Jahrhundert.
Der Dreißigjährige Krieg und der Siebenjährige Krieg verwüsteten weite Gebiete in diesem Teil der Uckermark, auch in Briest wurden viele Höfe zerstört, Äcker lagen brach und die Einwohner mussten Heeresteile einquartieren.
Die Straße von Briest bis zum Passower Bahnhof wurde 1899 gepflastert, bis 1920 war die Elektrifizierung im Ort abgeschlossen.
Nach dem Zweiten Weltkrieg mussten viele Umsiedler aus den östlich der Oder liegenden Gebieten aufgenommen werden. 1961 war die Umstellung von einzelbäuerlicher zu genossenschaftlicher Agrarwirtschaft abgeschlossen. 1964 entstand ein Kulturhaus mit Gaststätte, Saal, Küche und Kindereinrichtung, ein Jahr später die ersten 12 Wohneinheiten des staatlichen Wohnungsbaues. Ab 1982 waren die meisten Haushalte an die Trinkwasserversorgung angeschlossen.

## Kirche
Die St.-Nikolai-Kirche Briest stammt aus der zweiten Hälfte des 13. Jahrhunderts, der Schnitzaltar im Inneren aus der Zeit um 1500. Die Empore und die Orgel der evangelischen Kirche wurden 1876 erbaut.

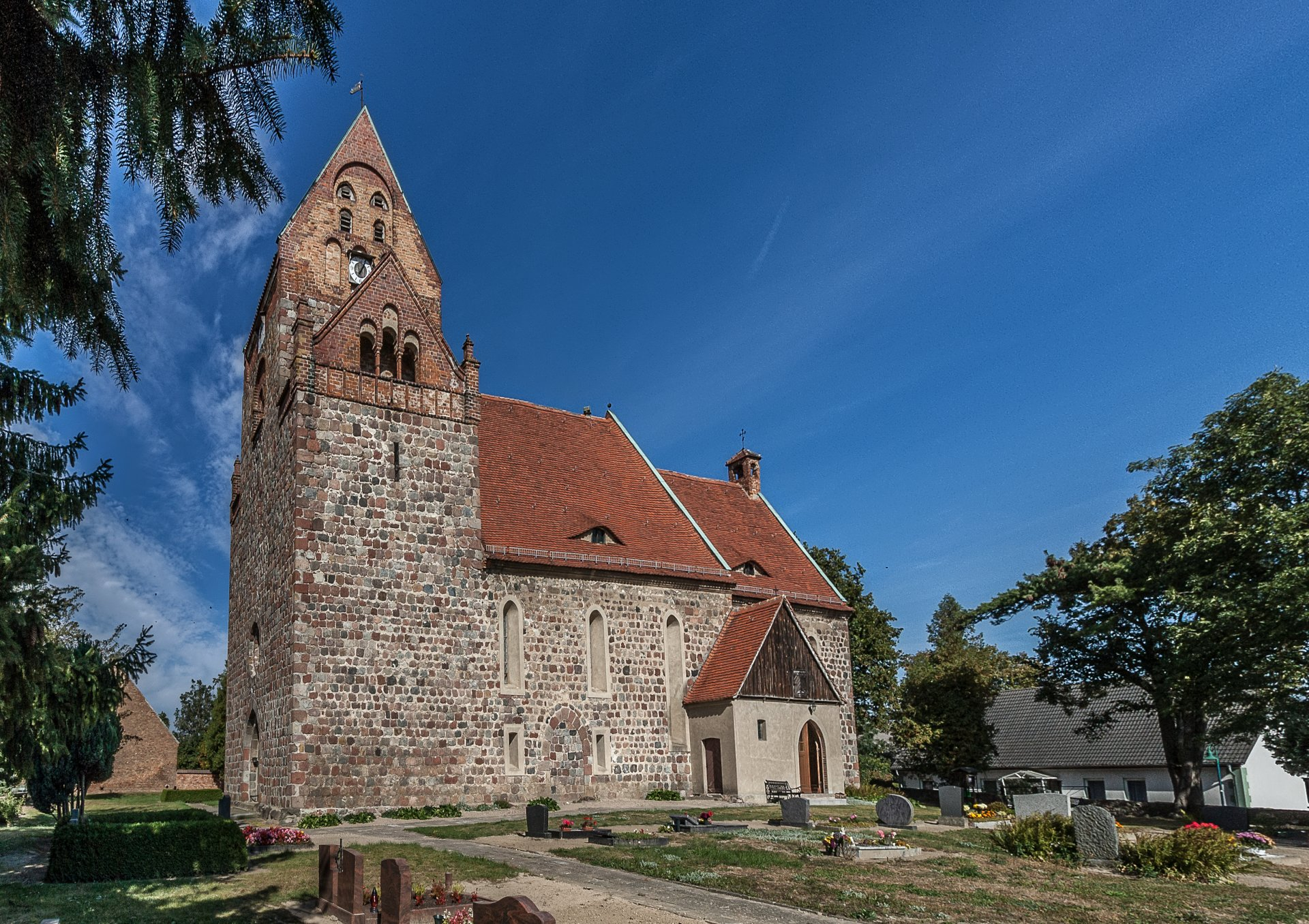
St.-Nikolai-Kirche
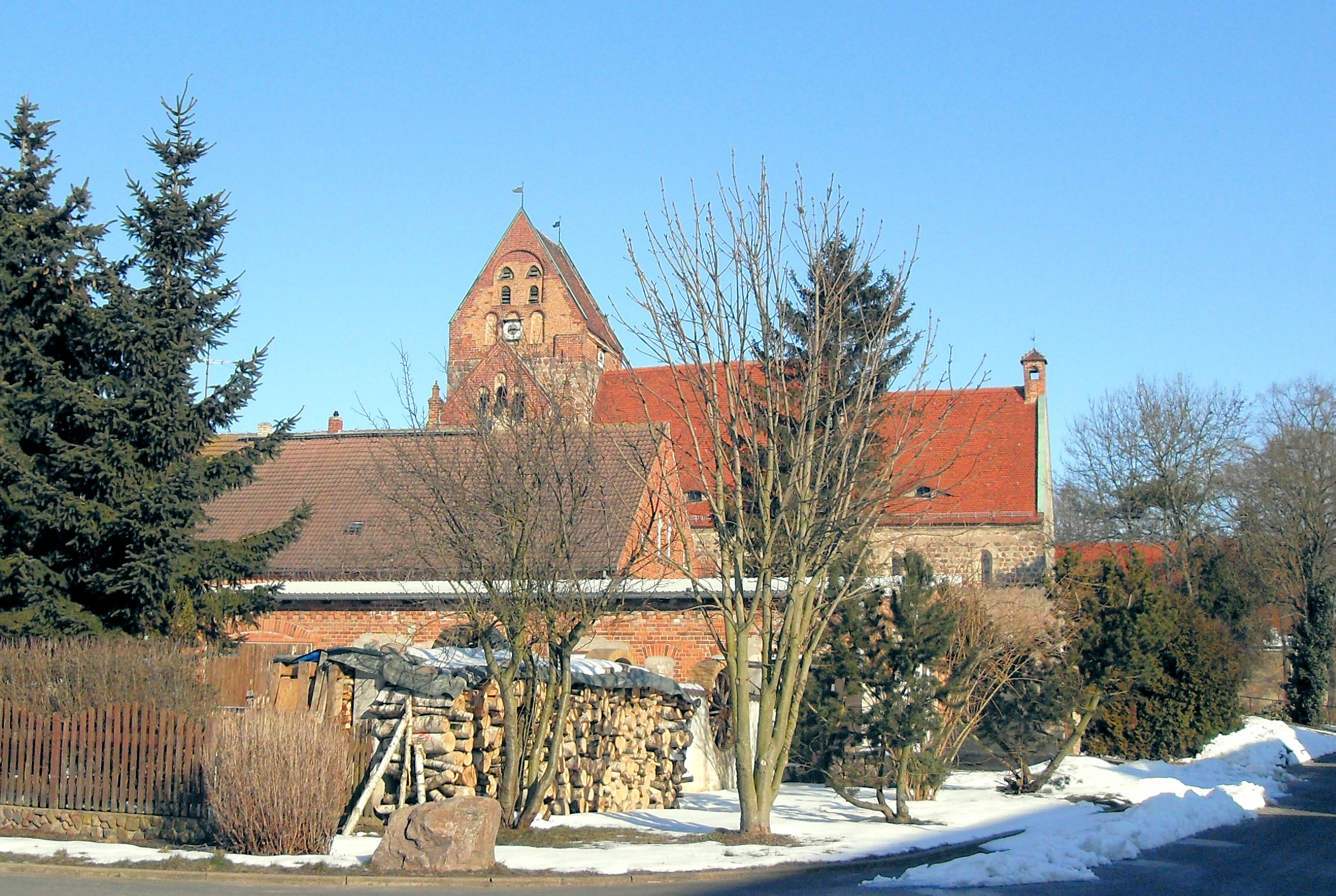
Im Winter
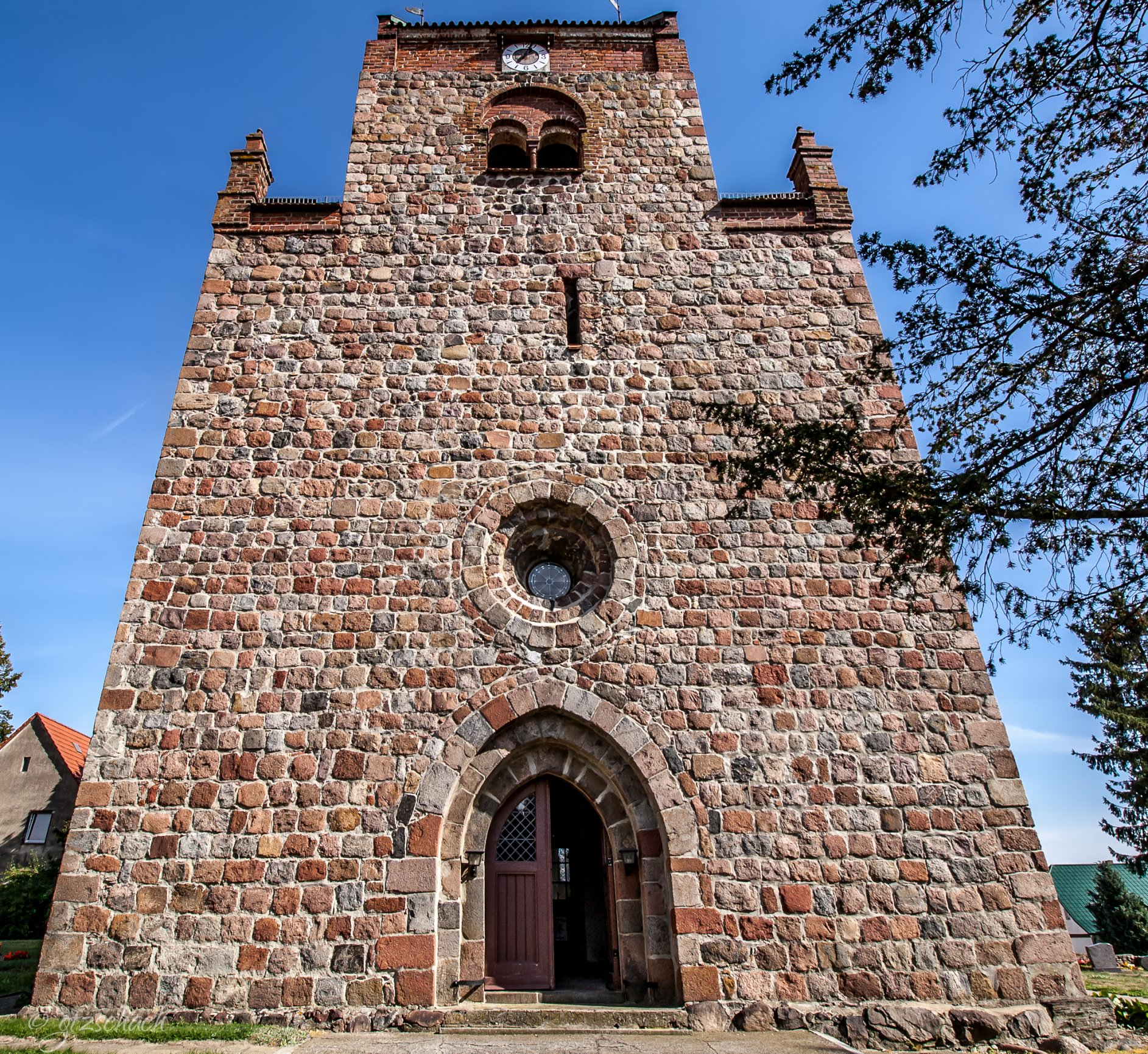
St.-Nikolai-Kirche
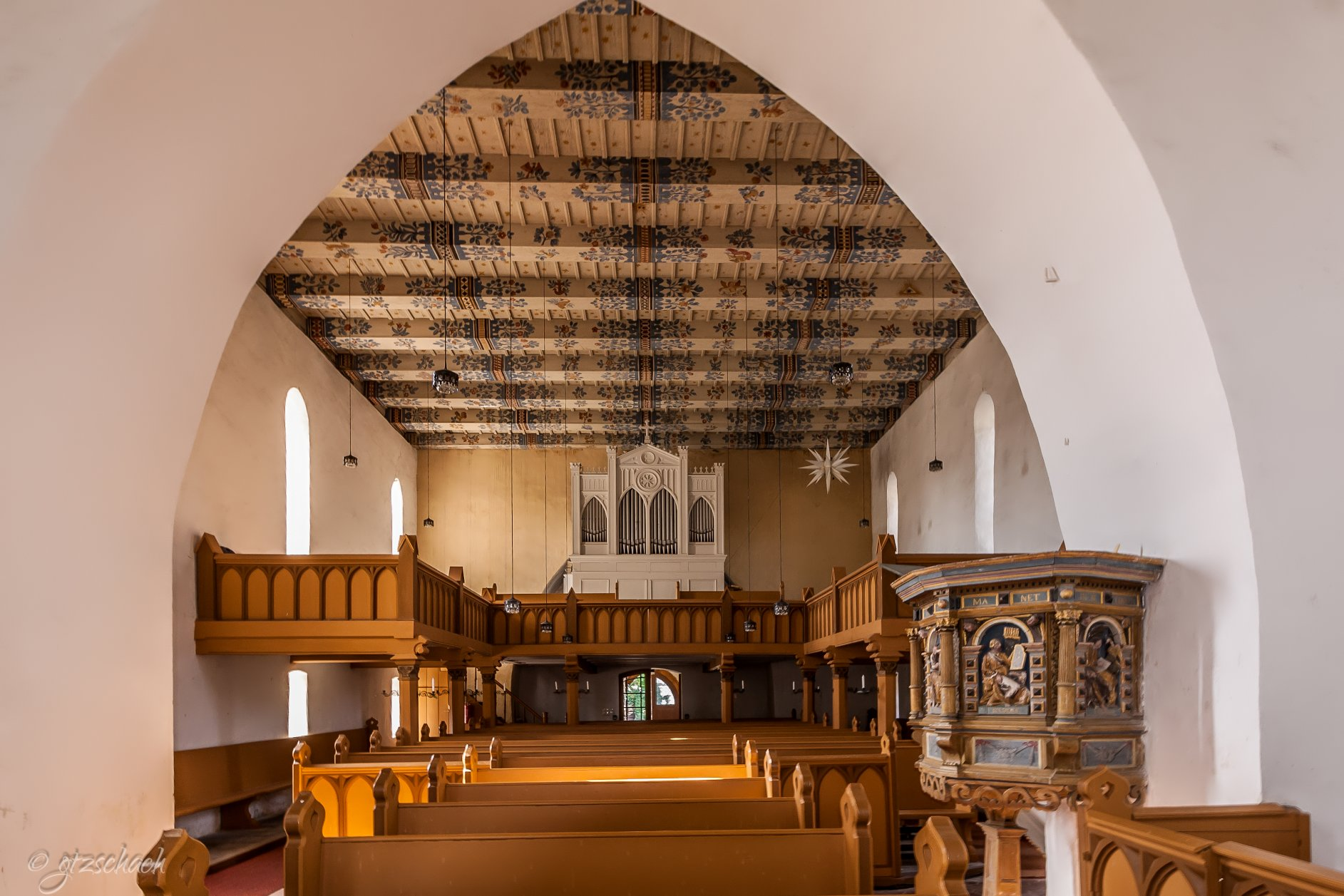
Empore und Orgel
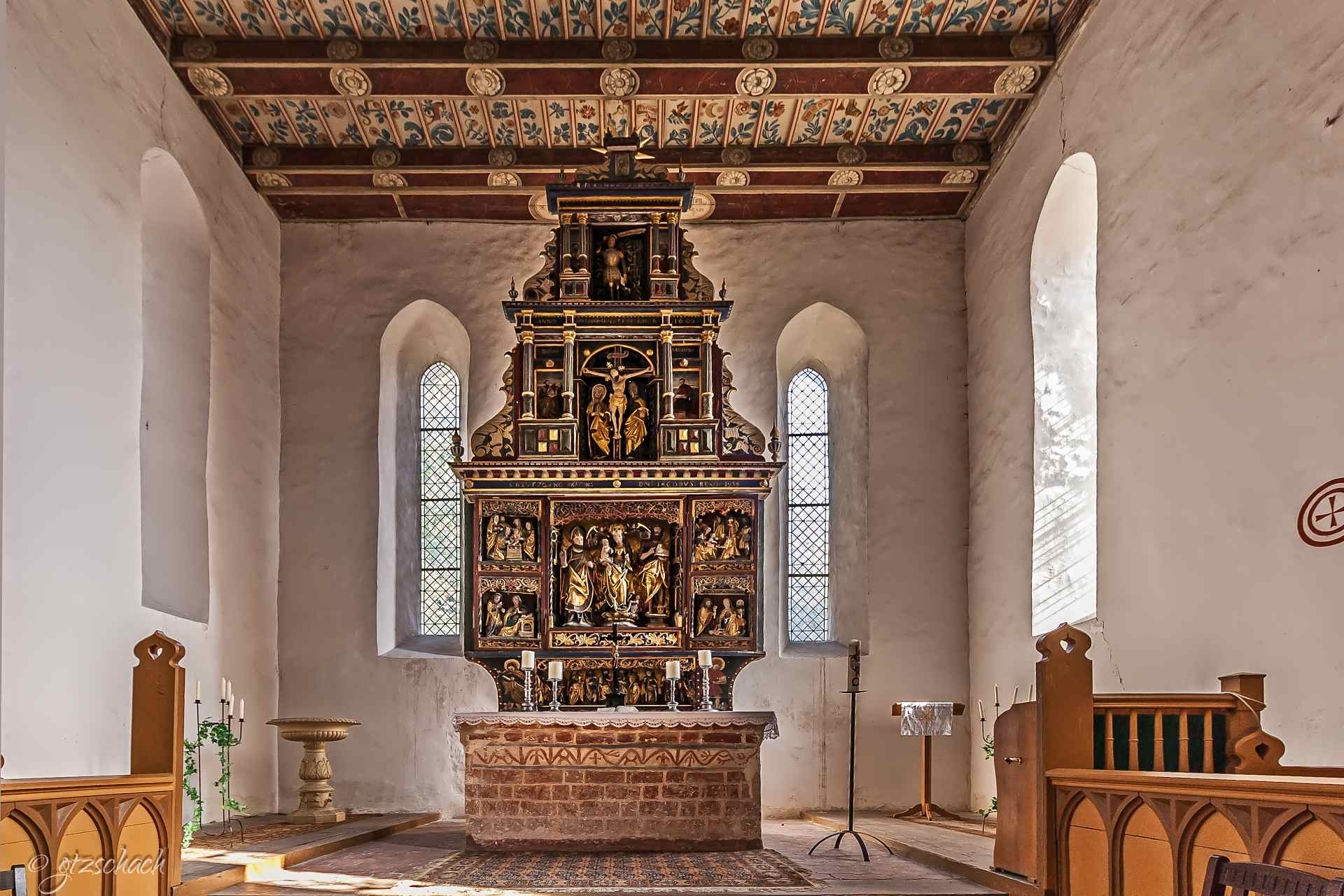
Schnitzaltar